# Ericus Andreæ (Jämtlands reformator)

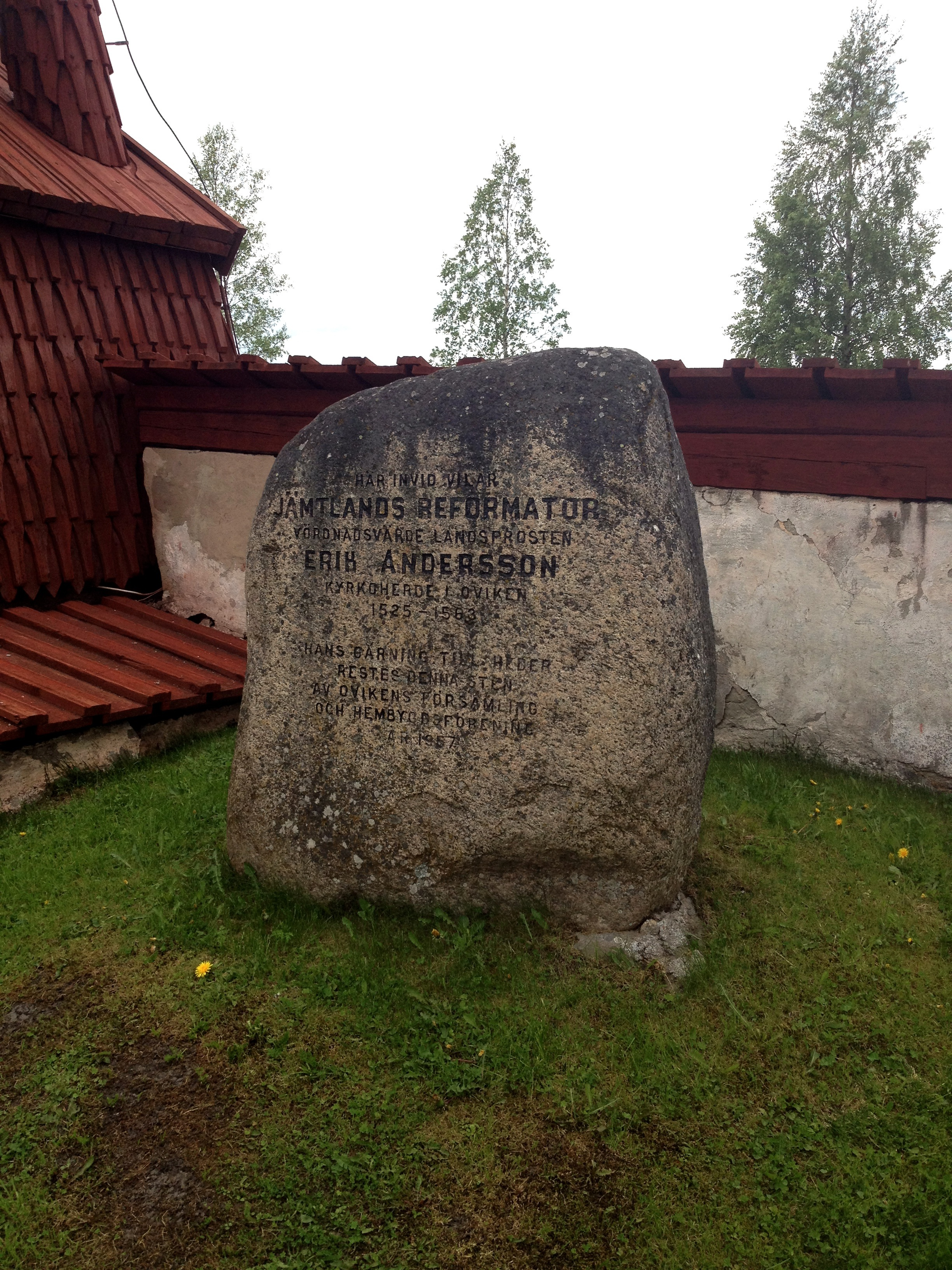
Minnesstenen vid Ovikens gamla kyrka.

Erik Andersson, död 1563, var en svensk reformator i Jämtland, och prost i Oviken.

## Biografi
Erik Andersson studerade vid Uppsala universitet och Rostocks universitet, och utnämndes 1525 av ärkebiskopen i Uppsala till kyrkoherde i Ovikens församling och prost över Jämtland. I Jämtland, som då politiskt hörde under Norge men kyrkligt under Uppsala ärkestift, arbetade Erik Andersson i samförstånd med Gustav Vasa för reformationens genomförande.

### Minnesstenen
Han vilar i en grav i Ovikens gamla kyrka. Den gamla gravhällen är försvunnen, men 1957 restes en minnessten i kyrkogårdens sydvästra hörn.